# Distretto di Gurbuz
Il distretto di Gurbuz è un distretto dell'Afghanistan appartenente alla provincia di Khowst. Viene stimata una popolazione di 25 000 abitanti (dato 2012-13).